# Neocancilla armonica
Neocancilla armonica is een slakkensoort uit de familie van de Mitridae. De wetenschappelijke naam van de soort is voor het eerst geldig gepubliceerd in 2005 door T. Cossignani & V. Cossignani.